# Reuel
Segons el llibre del Gènesi, capitol trenta-sis, Reuel (en hebreu רְעוּאֵל בן-עֵשָׂו Rəġûēl ben Ēśāw) va ser el fill d'Esaú i la seva tercera muller Mahalat, filla d'Ismael.
Els seus fills van ser: Nàhat, Zèrah, Xammà i Mizà.